# Klášter Montecassino
Klášter Montecassino je benediktinské územní opatství v Itálii založené cca v roce 529 svatým Benediktem z Nursie. Stojí na stejnojmenné, 520 metrů vysoké hoře asi 130 km jižně od Říma, necelé 2 km západně od města Cassino a je nejstarším klášterem západního mnišství. Po staletí sloužil jako vzor pro budování dalších klášterů.

## Historie

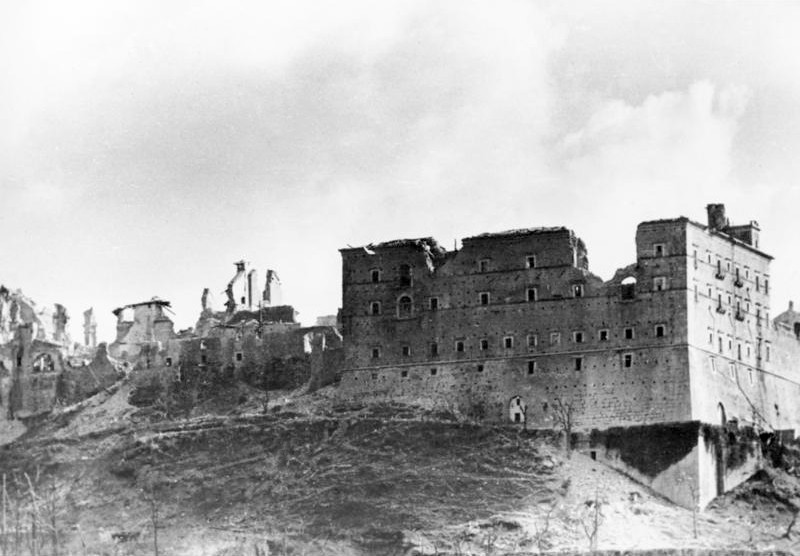
Ruiny kláštera po spojeneckých náletech, únor 1944

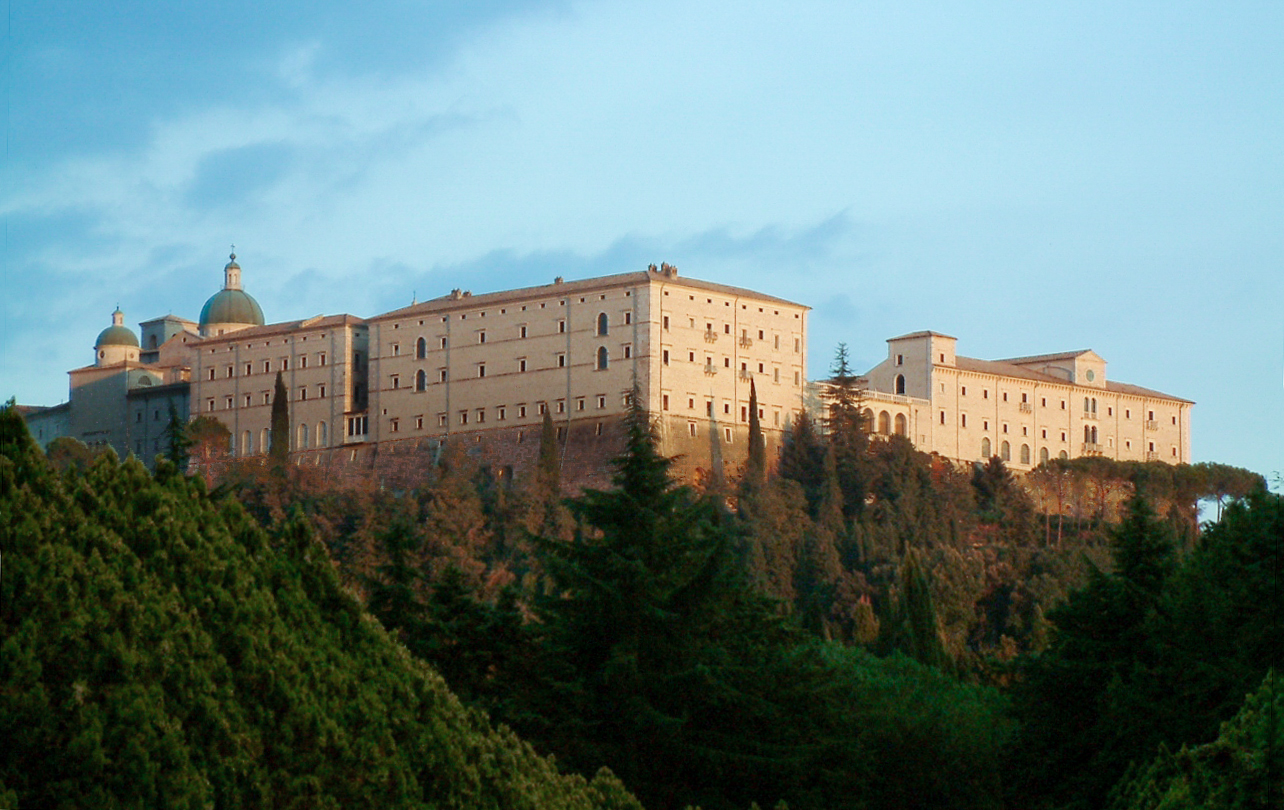
Pohled na renovovaný klášter Monte Cassino

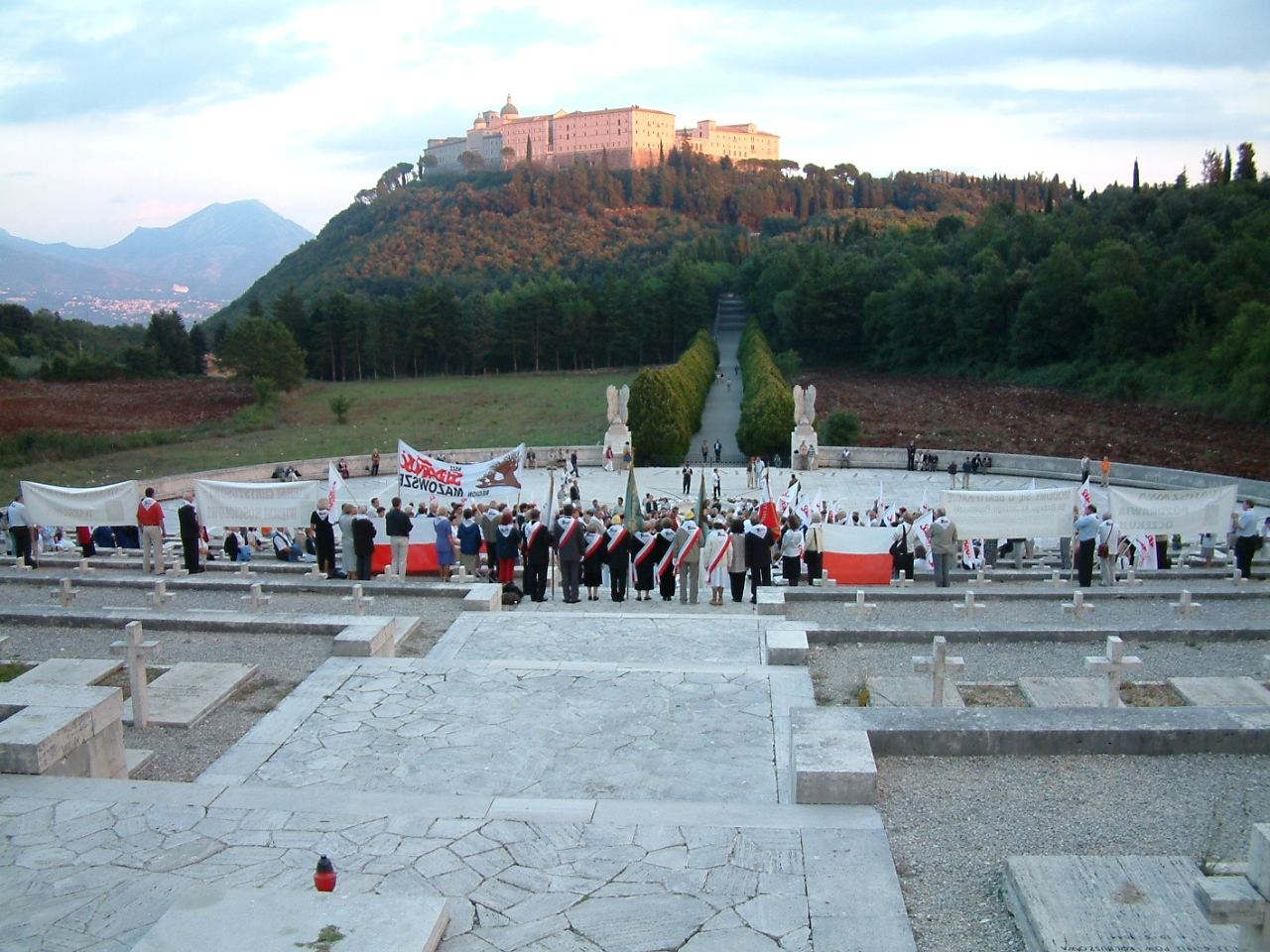
Polský vojenský hřbitov v blízkosti kláštera Monte Cassino (Itálie)

Pro strategický význam vyvýšeniny, na které stojí, bylo Monte Cassino několikráte zničeno. Poprvé jej vydrancovali a pobořili Langobardi v roce 584, poslední podobná katastrofa, při níž byl klášter prakticky totálně zničen, přišla za druhé světové války, během bitvy u Monte Cassina.
Němci (zejména generál Senger) chtěli původně klášter bojů ušetřit a nevyužili při budování svých obranných pozic klášter ani jeho nejbližší okolí, nicméně Spojenci si nebyli jisti, zda to myslí upřímně, a proto 15. února navedli na klášter několik vln strategických bombardérů, které jej srovnaly se zemí. Němci poté ruiny obsadili a využili jako výhodnou obrannou pozici.
Zničení kláštera bylo kritizováno především řadou politiků a představitelů katolické církve, mimo jiné i kardinálem státním sekretářem Maglionim. Americké úřady dlouho setrvávaly na pozici, že měly nezvratné důkazy o přítomnosti německých vojsk v klášteře; teprve v roce 1969 připustily, že v klášteře se v době bombardování německé jednotky dosud nenacházely.
Řada vojenských historiků podotýká, že bombardování kláštera byl veliký nesmysl, neboť jako stojící byl pro obranu jen obtížně využitelný (stojící budovy představují pro obránce spíše riziko než ochranu) – teprve když se změnil v ruiny, stal se vynikající obrannou pozicí, kterou Němci obsadili a na níž se pak drželi celé týdny. Jejich postavení nakonec rozbil polský armádní sbor, motivovaný touhou po odplatě za válečné rozdělení Polska mezi Německo a Sovětský svaz – po několika krvavých dnech bojů klášter obsadili.[zdroj?]
Po válce byl klášter obnoven (většinu prostředků poskytl italský stát) a papež Pavel VI. jej znovu vysvětil v roce 1964.